# 索菲亞·阿維德森
莉娜·索菲亞·亞歷山德拉·阿維德森（瑞典語：Lena Sofia Alexandra Arvidsson，1984年2月16日—），瑞典女子職業網球運動員。於1999年轉為職業選手。

## 簡歷
阿維德森在8歲開始打網球，受到鄰居的啟發。鄰居是一位網球教練。她的父親是一位警察，母親是一位鋼琴教師。

## 外部連結
- 索菲亞·阿維德森的国际女子网球协会官方資料（英文）
- 索菲亞·阿維德森的國際網球總會 職業／青少年 官方資料（英文）
- Fed Cup - Player profile - Sofia ARVIDSSON (SWE) （页面存档备份，存于）